# Aurra
Aurra était un groupe de soul des années 1980 originaire de Dayton dans l'Ohio, qui était composé à l'apogée de sa carrière de Curt Jones et de Starleana Young. Ce groupe commença à se produire en 1980 sous le label Dream Records et ensuite Salsoul Records. Cependant, ce fut la collaboration avec le label Virgin offshoot Ten qui lui permit d'atteindre une grande notoriété avec des titres comme You and Me Tonight, alors classé 12e dans les charts anglais.
Des plaintes d'un des anciens membres concernant le nom Aurra obligea le duo à changer le nom du groupe pour Deja, et c'est avec ce nom que le duo atteint la première moitié du Top 100 R&B avec le titre Made to Be Together, produit en 1989 avec Teddy Riley. Starleana Yong quitta par la suite le groupe pour lancer une carrière solo et fut remplacé par Mysti Day.

## Discographie

### Albums
- 1980 : Aurra
- 1981 : Send Your Love
- 1982 : A Little Love
- 1983 : Live and Let Live
- 1985 : Like I Like It
- 2013 : Satisfaction
- 2015 : Body Rock

### Singles
- 1980 : When I Come Home
- 1980 : In The Mood (To Groove)
- 1981 : Are You Single
- 1981 : Make Up Your Mind
- 1981 : Keep Doin' It
- 1982 : Checking You Out
- 1982 : Im My Arms
- 1982 : Such A Feeling
- 1982 : It's You
- 1983 : Baby Love
- 1985 : Happy Feeling
- 1985 : Like I Like It
- 1986 : You And Me Tonight
- 1986 : Are You Available
- 2013 : Perfect Date
- 2013 : Something Tells Me
- 2013 : Satisfaction
- 2013 : Back 2 U (featuring Curt Jones)
- 2015 : Are You Foolin' Around
- 2015 : I'll Let You Go
- 2015 : Conversation